# Championnat de la Martinique de football
Championnat de la Martinique de football är det franska utomeuropeiska territoriet Martiniques högstaliga i fotboll. Ligan grundades 1919 och första säsongen sparkade igång samma år.

## Mästare genom tiderna
- 1919 — Intrépide
- 1920 — Club Colonial
- 1921 — Club Colonial
- 1922 — Club Colonial
- 1923 — Club Colonial
- 1924 — Club Colonial
- 1925 — Intrépide
- 1926 — Club Colonial
- 1927 — Golden Star
- 1928 — Golden Star
- 1929 — Golden Star
- 1930 — Club Colonial
- 1931 — Club Colonial
- 1932 — Stade Spiritain
- 1933 — Intrépide
- 1934 — Ej spelad
- 1935 — Club Colonial
- 1936 — Golden Star
- 1937 — Golden Star
- 1938 — Club Colonial
- 1939 — Golden Star
- 1940 — Club Colonial
- 1941 — Club Colonial
- 1942 — Club Colonial
- 1943 — Club Colonial
- 1944 — Gauloise
- 1945 — Good Luck
- 1946 — Aigle Sportif
- 1947 — Aigle Sportif
- 1948 — Golden Star
- 1949 — Club Colonial
- 1950 — Gauloise
- 1951 — Gauloise
- 1952 — Golden Star
- 1953 — Golden Star
- 1954 — Golden Star
- 1955 — Gauloise
- 1956 — Golden Star
- 1957 — Good Luck
- 1958 — Golden Star
- 1959 — Golden Star
- 1960 — Stade Spiritain
- 1961 — Stade Spiritain
- 1962 — Golden Star
- 1963 — Assaut
- 1964 — Club Colonial
- 1965 — Club Colonial
- 1966 — Assaut
- 1967 — Assaut
- 1968 — Assaut
- 1969/70 — Eclair
- 1970/71 — Franciscain
- 1971/72 — Vauclinois
- 1972/73 — Club Colonial
- 1973/74 — Assaut
- 1974/75 — Vauclinois
- 1975/76 — Samaritaine
- 1976/77 — Golden Star
- 1977/78 — Renaissance
- 1978/79 — Renaissance
- 1979/80 — Renaissance
- 1980/81 — Gauloise
- 1981/82 — Samaritaine
- 1982/83 — Rivière-Pilote
- 1983/84 — Rivière-Pilote
- 1984/85 — Aiglon du Lamentin
- 1985/86 — Olympique du Marin
- 1986/87 — Golden Star
- 1987/88 — Excelsior
- 1988/89 — Excelsior
- 1989/90 — Marinoise
- 1990/91 — Aiglon du Lamentin
- 1991/92 — Aiglon du Lamentin
- 1992/93 — Robert
- 1993/94 — Franciscain
- 1994/95 — Marinoise
- 1995/96 — Franciscain
- 1996/97 — Franciscain
- 1997/98 — Aiglon du Lamentin
- 1998/99 — Franciscain
- 1999/00 — Franciscain
- 2000/01 — Franciscain
- 2001/02 — Franciscain
- 2002/03 — Franciscain
- 2003/04 — Franciscain
- 2004/05 — Franciscain
- 2005/06 — Franciscain
- 2006/07 — Franciscain
- 2007/08 — Rivière-Pilote
- 2008/09 — Franciscain
- 2009/10 — Rivière-Pilote
- 2010/11 — Club Colonial
- 2011/12 — Rivière-Pilote
- 2012/13 — Franciscain
- 2013/14 — Franciscain
- 2014/15 — Golden Lion
- 2015/16 — Golden Lion
- 2016/17 — Franciscain
- 2017/18 — Franciscain
- 2018/19 — Franciscain
- 2019/20 —